# Evidenz (Lagerbestand)
Evidenz bezeichnet als Begriff aus der (Intra-)Logistik eine Aufstellung, welche die Lagerbewegungen eines bestimmten Zeitraumes zeigt, sowie den Anfangs- und den Endbestand. Sie dient dem Nachweis einer korrekten Lagerbuchhaltung, analog der Finanzbuchhaltung.
Der Anfangsbestand muss mit dem Endbestand des vorherigen Zeitraumes übereinstimmen. Zu allen Zu- und Abgängen muss es entsprechende Belege geben. Nach Verbuchung etwaiger Inventurdifferenzen muss ein dann neu ermittelter Endbestand mit dem Zählbestand der Inventur, also dem tatsächlich vorhandenen Warenbestand, übereinstimmen.
Um sicherzustellen, dass die Lagerbuchhaltung ordnungsgemäß geführt wurde, ist zu prüfen
- Gibt es Zahlungen an Lieferanten ohne zugehörigen Warenzugang in der Lagerevidenz?

- Gibt es Warenabgänge in der Lagerevidenz ohne zugehörige Zahlung vom Kunden?

- Sind die Inventurdifferenzen akzeptabel niedrig?

Die Lagerevidenz wird in der Regel pro Artikelnummer und Lagerort geführt. Die Auflistung kann somit durchaus umfangreich werden.
In einigen Ländern, beispielsweise Tschechien und der Schweiz, verlangen die Finanzbehörden die Anfertigung solcher Lagerevidenzen. Ungereimtheiten können ein Hinweis auf eine Steuerhinterziehung sein.
In anderen Ländern, wie Deutschland und Österreich, wird lediglich gefordert, dass sich jene Warenbewegungen wiederfinden lassen, die steuerliche Relevanz besitzen und in der Finanzbuchhaltung abgebildet sind. Eine etwaige Steuerprüfung findet primär in der Finanzbuchhaltung statt. 